# 사이드쇼 밥
로버트 언더덩크 터윌리거(Robert Underdunk Terwilliger) 또는 사이드쇼 밥(Sideshow Bob)은 미국의 애니메이션 심슨 가족에서 등장하는 캐릭터로, 성우는 켈시 그래머이다. '사이드쇼 밥'이라는 것은 크러스티의 조수로 일하면서 얻은 별명으로 '보조 출연자 밥(로버트의 애칭)'이라는 뜻이다. 애니메이션에서는 본명은 거의 나오지 않고 거의 '사이드쇼 밥'이라는 이름으로 불린다. 스프링필드 최고의 악동인 바트 심슨이 유일하게 진심으로 무서워하는 사람이다.거의 모든 등장 에피소드에서 갈퀴를 밟아 코를 찧은다.

## 개요
밥은 예일 대학교를 졸업하였으며, 공화당의 당원이다. 그는 고급 문화의 챔피언이며, 자칭 천재이기도 하다. 또한 엄청난 노래 실력을 가지고 있다. 그는 광대 크러스티의 조수로 그의 경력을 시작했으나, 반복되는 크러스티의 학대애 견디다 못해 크러스티로 위장하고 무장 강도 행각을 벌여 크러스티에게 누명을 씌우려 했다. 하지만 그의 계획은 바트 심슨에 의해 저지되었고, 결국 그는 감옥에 가게 되었다.
이후 그는 바트를 죽일 것을 다짐하고 계속적으로 등장하게 되었으며, 심슨 가족의 주요 악당 중 한 명으로 자리잡았다. 그는 몇 차례의 에피소드에서 탈옥이나 가석방으로 감옥에서 빠져나온 뒤 바트에 대한 치밀한 복수를 계획하나 바트와 리사에 의해 계속 저지당한다. 그의 복수 계획은 일반적으로 바트와 크러스티를 살해하는 것을 목표로 하며, 때때로 심슨 가족 전체를 파괴하는 것을 목표로 하기도 한다. 하지만 바트는 사이드쇼 밥이 어떤 일을 하더라도 그를 절대로 믿지 않으며, 항상 자신을 죽이려고 한다는 생각에 무서워한다.
| 시즌 1 12화: 크러스티에게 앙심을 품고 그의 모습으로 변장하여 아푸의 가게 Kwik-E-Mart를 털었음. 하지만 바트의 추리로 인해 사이드쇼 밥은 붙잡히고, 바트를 죽이겠다고 처음으로 협박함. |
| 시즌 3 21화: 셀마의 연인으로 나와 그녀와 결혼하고 결혼한 날 밤 TV를 보던 셀마를 죽이려고 시도함. |
| 시즌 5 2화: 사이드쇼 밥, 협박 편지를 보내는 등 처음으로 바트를 죽이려고 시도하고, 그를 피해 심슨 가족은 톰슨 가족으로 이름을 바꾸고 배 위에서 숨어지낸다. 하지만 바트는 사이드쇼 밥에게 붙잡히고, 바트는 사이드쇼 밥이 노래를 좋아하는 것을 알고 자신에게 노래를 불러달라고 관심을 끌고, 스프링필드로 배를 몰아 그를 체포함. |
| 시즌 6 5화: 사이드쇼 밥, 스프링필드의 시장으로 당선되어 심슨 가족을 몰아내려고 시도함. 하지만 리사가 죽은 사람들이 선거인 명부에 올랐다는 것을 알고 부정 선거 혐의로 그를 체포함. |
| 시즌 7 9화: 사이드쇼 밥, 감옥 수감 후 TV를 증오하게 되어 군 시설에 숨어들어 원자탄을 탈취, 모든 스프링필드의 TV 채널을 없애라고 협박함. 하지만 리사가 그의 협박 메시지를 듣고 목소리가 평소보다 높은 것에 착안, 헬륨 비행선에 숨어있다는 사실을 알게 됨. 사이드쇼 밥은 원자탄을 터트렸으나 '유효기간이 지났다'라는 황당한 이유로(실제로 원자탄은 유효 기간이 없음) 원자탄은 불발하고 또다시 체포됨. |
| 시즌 9 15화: 어릴 적 불쾌한 일(세슬은 5살 때부터 크러스티의 조수가 되고 싶어했으나 사이드쇼 밥이 선택되었음)로 헤어진 동생 세슬(사이드쇼 밥과 성격이 매우 비슷함)과 조우, 보호감찰로 가석방 선고 받음. 세슬의 도움으로 댐 건설 현장 감독으로 일하게 됨. 하지만 바트와 리사의 도움으로 세슬이 공사 자금을 횡령한 것을 알게 되자 그는 셋을 댐에 가두고 댐을 폭파하려 한다. 하지만 사이드쇼 밥은 그를 막고 경찰에 신고해 그를 체포하였으나 위검 서장은 편견에 사로잡혀 사이드쇼 밥까지 감옥에 가두어 버린다. 유일하게 사이드쇼 밥이 바트를 죽이려 하지 않는 에피소드이다. |
| 시즌 14 6화: 호머 심슨은 어느 날 살인을 당할 뻔하고, 스프링필드 경찰에서는 프로파일러로 사이드쇼 밥을 고용한다. 사이드쇼 밥은 심슨 가족과 24시간 내내 붙어 지내면서 범인을 찾고, 범인을 체포한다. 하지만 범인이 잡힌 직후 바트를 살해하려고 하지만, 바트한테 정이 들었다는 이유로 죽이지 않고 도주한다. |
| 시즌 17 8화: 심슨 가족은 차량을 가져다 달라는 번즈의 부탁을 받고 이탈리아로 가나 차량이 부셔진다. 어느 마을에 머무르게 된 그들은 놀랍게도 사이드쇼 밥이 그 마을의 사장이 된 것을 알고 가족까지 이룬 것을 알게 된다. 그들은 사이드쇼 밥의 범죄경력을 숨겨 주겠다고 말했으나 리사가 포도주를 마시고 취한 와중에 그 사실을 발설해 버린다. 이것을 안 주민들은 사이드쇼 밥을 마을에서 추방하고, 사이드쇼 밥과 그의 가족은 심슨 가족을 죽이려 덤벼드나 크러스티의 도움으로 구조된다. (시즌 19 8화에서 사이드쇼 밥 가족은 영국으로 도피한 것으로 나온다) |
| 시즌 19 8화: 심슨 가족은 TV 광고를 보고 시골풍 레스토랑으로 찾아가나 그곳은 사이드쇼 밥이 그들에게 친 덫임을 알게 된다. 하지만 리사가 머리를 쓴 결과 사이드쇼 밥은 체포된다(이 때 뉴스에서는 '열 번의 살인미수를 저지른 사이드쇼 밥'이라는 말이 나온다.). 하지만 사이드쇼 밥은 자신이 바트 때문에 미쳐서 죄를 저지른 것이므로 자신은 아무 죄도 없다고 주장하며 의사인 자신의 아버지와 한때 유명한 여배우였던(그리고 사이드쇼 밥 특유의 헤어스타일을 하고 있는) 자신의 어머니를 증인으로 내세운다. 이들은 배심원들에게 호소하여 사이드쇼 밥의 무죄를 이끌어내려고 하지만 사이드쇼 밥은 갑자기 심장 발작으로 죽어버린다. 바트는 혼자 그가 화장하는 곳으로 갔다가 사실 죽지 않은 사이드쇼 밥에 의해 관에 넣어져 화장될 뻔 하나 화장되기 직전 리사가 이상한 점을 알아채고 그곳을 습격해 경찰이 사이드쇼 밥, 그의 부모, 그리고 그의 아내와 아들 모두를 체포한다. (에피소드의 끝에서 모두 감옥에서 종신형을 받은 것으로 나오며, 사이드쇼 밥은 미쳐버렸다) |
| 시즌 21 22화: 심슨 가족의 옆집에 월트 워렌이라는 사람이 이사온다. 그는 사람들의 환심을 사지만 바트는 그가 사이드쇼 밥임에 틀림이 없다고 말한다. 아무도 그 사실을 믿지 않고, 바트조차 그 생각을 포기하지만, 사실 그는 정말 사이드쇼 밥이였다. 그는 교도소에서 곧 출옥할 동기의 얼굴 가죽을 벗겨내 자신의 얼굴에 덮어(실제로는 현재 의학으로는 불가능하며 에피소드에서도 잔인하지 않게 그려졌다) 출옥한 것이였고, 그는 바트를 '파이브 코너스(미국의 '포 코너스'의 패러디)로 데리고 가 법적 맹점으로 바트를 살해하려고 하지만 바트의 메시지를 보고 그를 추적한 경찰에 의해 사이드쇼 밥은 체포된다. |
| 시즌 25 13화: 심슨 가족은 유전자 조작 식품을 연구하는 연구소에 초대되고, 그곳의 수석 과학자가 가석방된 사이드쇼 밥이라는 사실을 알게 된다. 그 와중에 리사는 사이드쇼 밥의 설득에 넘어가 그와 함께 어울리게 되고, 우연히 사이드쇼 밥이 자신의 유전자를 조작하여 엄청난 힘의 소유자가 되었다는 사실을 알게 된다. 그 사실을 알게 된 바트와 리사는 그를 막으려고 하고, 사이드쇼 밥은 둘을 죽이려고 하나 리사의 호소를 듣고 죄책감에 빠져 댐 위에서 투신자살을 한다. (사실 그가 조작한 유전자 때문에 몸에서 아가미가 생겨나 죽지는 않았지만 사람들은 그렇게 생각한다) |
| 시즌 27 5화: 바트는 학교운동장에서 웬들(학교 친구)을 상대로 친구들과 함께 내기를걸고 장난을 치던중 밀하우스의 문자를 받고 음악실로 향한다. 하지만 이는 바트를 유인하기 위한 사이드쇼 밥의 미끼였고, 바트는 석궁화살을 심장에 맞고 사망한다. 죽은 바트의 시신으로 갖가지 장난을 치며 스트레스를 풀던 사이드쇼 밥은 아들을 찾기위해 집에 찾아온 호머 심슨을 가볍게(등에 그린 문신 i love bart 하나로..)속여넘긴뒤 스프링필드 대학의 부교수로 부임된다. (예일대 출신 수재답게 심지어 문과 교수다.) 하지만 신세대 학생들의 성의없는 과제들을 보고 회의감과 지루함을 느낀 사이드 쇼밥은 그 어떤것도 다시 되살려낼수있는 기계를 만든다. 그리고 바트를 계속 다시 살려내서 죽이고 살려내고 죽이는 것을 반복한다. 그러던 중 심슨 가족들은 바트를 찾다가 산타도우미(심슨 가족의 개)가 사이드쇼밥의 지하실에 여러부위로 나뉘어 올려져있는 바트를 발견한다. 가족들이 사이드쇼 밥의 집으로 지하실로 쳐들어가서 바트를 되살려내고, 사이드쇼 밥은 이를 저지하려 위검 서장에게 직접 전화를걸어 집에 침입자가 있다고 신고한 뒤 죽이려고 하지만 스탠드 등으로 머리를 얻어맞는다. 심슨 가족은 부서진 스탠등을 다시 기계로 되돌려 사이드쇼 밥을 응징한다. 결국 호머 심슨이 사이드쇼 밥을 스탠드등으로 목과 머리를 두동강 내면서 '이건 크러스티에게 누명씌우려던 몫이다!'라고 외친다. 바트는 사이드쇼 밥을 되살리면서 사슴뿔, 파충류의다리, 닭몸뚱이 등을 섞고 자신의 코딱지로 마무리해서 되살린다. 결국 사이드쇼 밥은 기괴한 모습으로 되살아나 대학에서 강의를 하며 심지어 정교수로 승진까지하고 끝이난다. |

그는 담당 성우인 켈시 그래머가 연기하는 미국의 시트콤인 치어스와 프레이저의 등장인물인 프레이저 크레인을 모티브로 하여 만들어졌으며, 그의 동생인 세실 또한 같은 작품의 등장인물인 나일스 크레인을 모티브로 하고 있다.(세실이 등장하는 에피소드의 제목은 'Brother from another series'이다) 또한 그래머는 사이드쇼 밥에 대한 뛰어난 연기로 2006년 프라임타임 에미상을 수상하기도 했으며, 사이드쇼 밥은 심슨 가족과 관련된 몇몇 작품들에서 카메오로 출연하기도 한다.
시즌 29 9화: 빌린 차로 여행을 떠난 심슨 가족은 잠시 마켓에 들리게 된다. 차 연료가 닳긴커녕 오히려 채워졌다며 마켓 주인이 심슨을 산타라고 부른다. 자신을 산타라고 부르는데에 화가 난 심슨은 채워진 연료를 다 쓰고 오겠다며 바트와 함께 드라이브를 간다. 그렇게 연료를 낭비하던 중 바트는 소변이 마려워 혼자 숲 속으로 들어간다. 사람이 없는 곳으로 간 바트가 소변을 본 후 되돌아가려는데, 절대 뛰지 말라는 주의가 담긴 문구를 바닥에서 보게된다. 바트는 문구를 본 후 일부로 쿵쿵댄다. 그러자 멘홀 뚜껑이 열리고 바트는 지하로 떨어진다. 그 지하실은 오래전 대통령이 만든 전쟁 대피 시설이었다. 한편 바트가 사라진 걸 안 심슨 가족들은 경찰을 불러 수사를 시작한다. 마을 사람들 모두가 바트를 찾는데 진전이 없자 수감자들도 동원된다. 그 중 수감중이던 사이드 쇼 밥이 실종된 소년이 바트인 걸 알고 꼭 찾아 죽이겠단 다짐을 한다. 바트의 실종이 계속되자 사람들은 바트가 죽었다고 확신한다. 이에 사이드 쇼 밥은 좌절하고 상담소를 찾아간다. 착한일을 했다면 어땠을 것 같냐는 상담사에 말에 사이드 쇼 밥은 혼란을 느끼고 그의 다리를 가위로 찌른 후 도망간다. 그러던 중 밀하우스가 뚜껑이 열린 멘홀을 발견하고 바트가 갇혔다는 걸 안다. 그 소식을 전해주려 심슨네로 간다. 리사는 바트가 죽은 줄 알고 찾아 온 밀하우스를 끌어안고, 밀하우스는 리사와 포옹하는 일이 좋아 사실을 말하지 않는다. 본인 집으로 돌아가려는 찰나 숨어있던 사이드 쇼밥이 나타난다. 노래로 밀하우스를 고문해 바트가 있는 곳을 알아낸다. 사이드 쇼 밥은 밀하우스와 함께 지하실로 간다. 미사일에 두 소년을 묶어 날려 보내려고 발사 버튼까지 누른다. 하지만 그때 상담사의 말이 떠오르고 사이드 쇼 밥은 상담사에게 전화를 건다. 전화를 한 거면 이미 답이 나왔다는 상담사의 말에 사이드 쇼밥은 두 소년을 풀어준다. 그리고 바트와 서로 껴안아 화해를 한다. 그리고 몇년이 흐른 장면이 나오는데, 사이드 쇼 밥은 등대 안에서 생활하며 잡지를 받아 본다. 흰머리가 나기 시작한 사이드 쇼 밥은 바트를 죽이지 않은 것에 후회를 하며 해변에 바트를 죽이겠단 말을 쓴다.

## 같이 보기
- 심슨 가족
- 바트 심슨
- 광대 크러스티